# ですよ。
ですよ。（1976年2月12日 - ）は、日本のお笑い芸人。東京都足立区出身。吉本興業東京本社（東京吉本）所属。本名は斉藤 哲也（さいとう てつや）。アマチュアサッカー選手時代は、ボリビアの強豪、レアル・サンタ・クルスのユースに所属していた。

## 経歴
芸人になる前は、高校一年生からサッカーを始め、サッカー留学をしていた経験がある。卒業の前年、1993年5月15日にJリーグが開幕しており、開幕節であったヴェルディ川崎と横浜マリノスの対戦を観戦し選手になることを決意。ここで大学に進学していては遅いと感じサッカー留学することを決めた。当時サッカーマガジンに掲載されていたブラジルへの留学を希望するも費用が600万と高額であったため、サッカーマガジン編集部に対し直接連絡を試みており、費用の安い国を紹介してもらった先がボリビアであった。まったくの無計画な中、卒業式の晩に単身ボリビアに渡航し、トランジット先であったブラジルのサンパウロ国際空港で日本人と勘違いし偶々話しかけた韓国人にサッカー留学を伝えたところ、知り合いの日系ボリビア人を紹介され、ボリビア入国後、その日系人によってレアル・サンタ・クルスを紹介され、ユースの入団テストに合格したことで4年間在籍した。なお、日系人には衣食住の他にアルバイトなど身の回りの世話にもなっている。
パラグアイにあるイグアスの滝へ向かう途中の車内でバスジャックに遭遇した経験を持つ。
サッカー留学の件を「特にすごいと自分で思っていなかった。聞かれなかった」として全く話しておらず、2021年に後輩芸人であるニューヨークのYouTubeチャンネル内で語ったのがきっかけとなり、2022年のテレビ番組上で初めて語った。この経験から少しだけスペイン語が話せる。レアル・サンタ・クルスのユースは年齢制限から退団となり、別の下部組織で選手として活動するも最終的に退団した。帰国後、Jリーグ全チームに対し手紙を出しており、唯一反応があったのが大塚製薬サッカー部（現在の徳島ヴォルティス）であった。テスト生としてオファーを受けたことで練習に参加する。
テスト生期間の数か月後にサッカー選手の道は諦め、友人に詰られ落ち込んでいた1999年の23歳の時、好きで観ていていたテレビ番組『極楽とんぼのとび蹴りゴッデス』中で山本圭壱扮する演歌歌手「輝てるひこ」を鑑賞し爆笑したことで救われたことがお笑い芸人に進む切っ掛けとなった。
2007年に『エンタの神様』に出演し、5ヶ月ほどの出演だったが大きく知名度を上げる。同期のもう中学生と共に「もう中学生ですよ。」というコンビを組み、2007年のM-1グランプリで3回戦へ進出。第1回一発屋オールスターズ選抜総選挙5位。

## 芸風
いわゆるラップミュージックの歌唱者、ラッパーを模倣した姿で、ラップ音楽風の調子の合間に歌うように喋る漫談である。
具体的にはまず後ろ向きで登場し、持っているマイクを回す。その後「『ですよ。』ですYO〜!」「あ〜い、とぅいまてぇ〜ん!」と続き、「YO!YO!ですYO!、YO!YO!ですYO!」「『ですよ。』の最近は、あやまることばっか。」「今日も昨日も一昨日もあやまることいっぱ〜い。そ〜いうこと〜。」と続く。
その後「『ですよ。』この前〜」から始まる善意の行為を紹介した後（このとき「〜したんで・す・YO!」のYOを特に強調）、失敗談に切り替わる（「そしたら〜SO!」で失敗談を続けるがSOはカメラ目線）。最後に「あ〜い、とぅいまてぇ〜ん!」といって謝る芸である。
このギャグはもともと、NSCではウケていた1人コントをルミネtheよしもとでかけたところ大スベリしてしまったときにとっさに出てきた謝罪の言葉だった。
近年は「チョココロネだったんですYO!」のオチを多用することが多い。
2019年からは、この芸風を生かした「謝罪代行サービス」を展開している。
主食はチョココロネ。
珍棒村出身のですわ。を弟子にしている

### エンタの神様
日本テレビ系列のテレビ番組『エンタの神様』ではYO!気なあやまラッパーと紹介された。大振りな眼鏡、甲高い声が特徴で、B系ファッション、ボトムが普通のサイズのGパンという風貌であった。2007年の6月2日放映の回では服装がラフな格好に変わった。2008年以降は出演が無かったが、2010年2月20日放送の回の、サンドウィッチマンのネタ中に出演した。また、ネタとネタとの間に小言を挟むことも多い。「もう少しで終わるYO」などの自虐ネタも多い。
具体例
『ですよ。』「この前〜階段の途中で座り込んでるおばあちゃんがいたから、上まではこんであげたんで・す・YO!」
「そしたら〜SO!おばあちゃん下におりたかったみた〜い。上にもどっちゃった〜」
「あ〜い、とぅいまてぇ〜ん!」
ちなみにラッパーという設定のキャラだが、ネタ部分は特にラップ調というわけではなく、YO!YO!の部分以外は普通に喋っている。
蛇足であるが、エンタの神様に出演する前に『学校へ行こう!』の人気コーナーだったB-RAPハイスクールで2004年8月10日放送分の収録に出演してネタを披露したが、オンエアで出演部分が全カットされた逸話を持つ。

## グランドですよ。SHOW
2015年10月5日から10月31日まで、公演の間に1日2回、東京・ルミネtheよしもとのロビーで、グランドですよ。SHOWが行われた。ですよ。がグランドマスターを務めるステージで、日替わりでその他の芸人も参加しており、誰でも無料で観覧することができた。

## 出演

### テレビ番組
- エンタの神様（日本テレビ系)
- 世界の果てまでイッテQ（日本テレビ）
- 退屈貴族（フジテレビ系）
- くるくるドカン〜新しい波を探して〜（フジテレビ系）
- 森田一義アワー 笑っていいとも!（フジテレビ系）
- 芸人報道（日本テレビ系）
- アメトーーク （テレビ朝日系、2015年4月2日）
  - アメトーーーーーーク 春の3時間SP『ザキヤマ&フジモンがパクりたい-1GP』
- 行列のできる法律相談所（日本テレビ系）
- マッドマックスTV（テレビ朝日系・AbemaTV）
- 激レアさんを連れてきた。（テレビ朝日系）
  - 「芸風からは全く感じ取れないが、かつてボリビアで4年間サッカー選手としてプレーしていた人」として出演。
- にけつッ!!（2021年7月13日、読売テレビ）
- 笑いの総合格闘技!千原ジュニアの座王 新春SP（2023年1月2日、関西テレビ・フジテレビ系）
  - アルコ&ピース平子と笑い飯西田が作家になり、ある芸人（お題ゲスト）のネタを考える「作家対決」にお題ゲストとして出演。吉川晃司と初ガツオを間違えて謝罪する平子のネタで爆笑をさらった。

- しゃべくり007（2023年4月3日、日本テレビ）

### ラジオ番組
- 加藤紗里ですよ。（RCCラジオ 2018年1月7日 - 12月30日）
- 小田飛鳥ですよ。（ラジオ日本 2019年1月4日 - 2022年1月28日）
- オードリーのオールナイトニッポン  (ニッポン放送 2022年4月23日)

### 映画
- この街と私（2022年3月4日、アルミード）- ですよ。（本人役）